# Dret a la roba
El dret a vestir adequadament, o el dret a la roba, és reconegut com un dret humà en diversos instruments internacionals. El dret a la roba, juntament amb el dret a l'alimentació i el dret a l'habitatge, són parts del dret a un nivell de vida adequat com es reconeix en l'article 11 del Pacte Internacional dels Drets Econòmics, Socials i Culturals (PIDESC). El dret a la roba està igualment reconegut en l'article 25 de la Declaració Universal dels Drets Humans (DUDH).

## Beneficiaris
El dret a la roba constitueix un aspecte del dret a un nivell de vida adequat, i com a tal, es considera com una cosa que s'ha de garantir a fi d'evitar que les persones visquin per sota del llindar de pobresa. De fet, estar mal vestit és emblemàtic de la pobresa extrema:
| «                                                                                   | Ho veiem en les esgarrifances o l'ardent malestar dels 'captaires', les persones sense llar, els drogodependents i els 'marginats', els ancians, els invàlids, els 'nens del carrer', o simplement, els pobres. La seva situació ha provocat la condemna, la culpa, el fàstic i la burla, però els credos religiosos, morals i seculars ens exhorten, en canvi, a respondre amb amor, caritat, misericòrdia, amb empatia i amb esperit de justícia. | » |
| — Dr. Stephen James , A Forgotten Right? The Right to Clothing in International Law | |   |

Per a il·lustrar el llarg abast que el dret a roba té potencialment, el Dr. Stephen James ha proporcionat una llista no exhaustiva dels beneficiaris del dret a la roba mínima. Estan inclosos en aquesta llista aquells sectors de la societat que més pateixen la falta de roba, com ara:

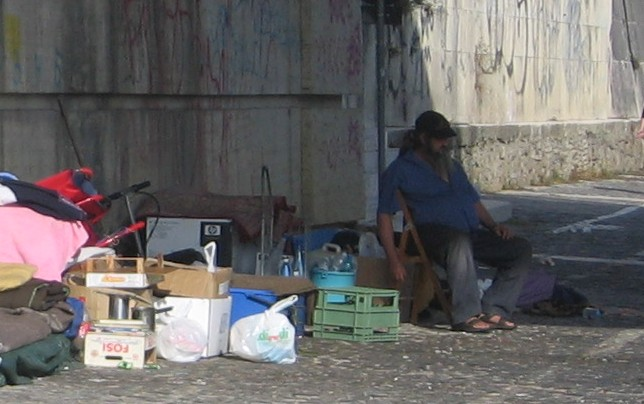
Les persones sense llar són una part de la societat que pateixen en gran manera la falta de roba adequada.

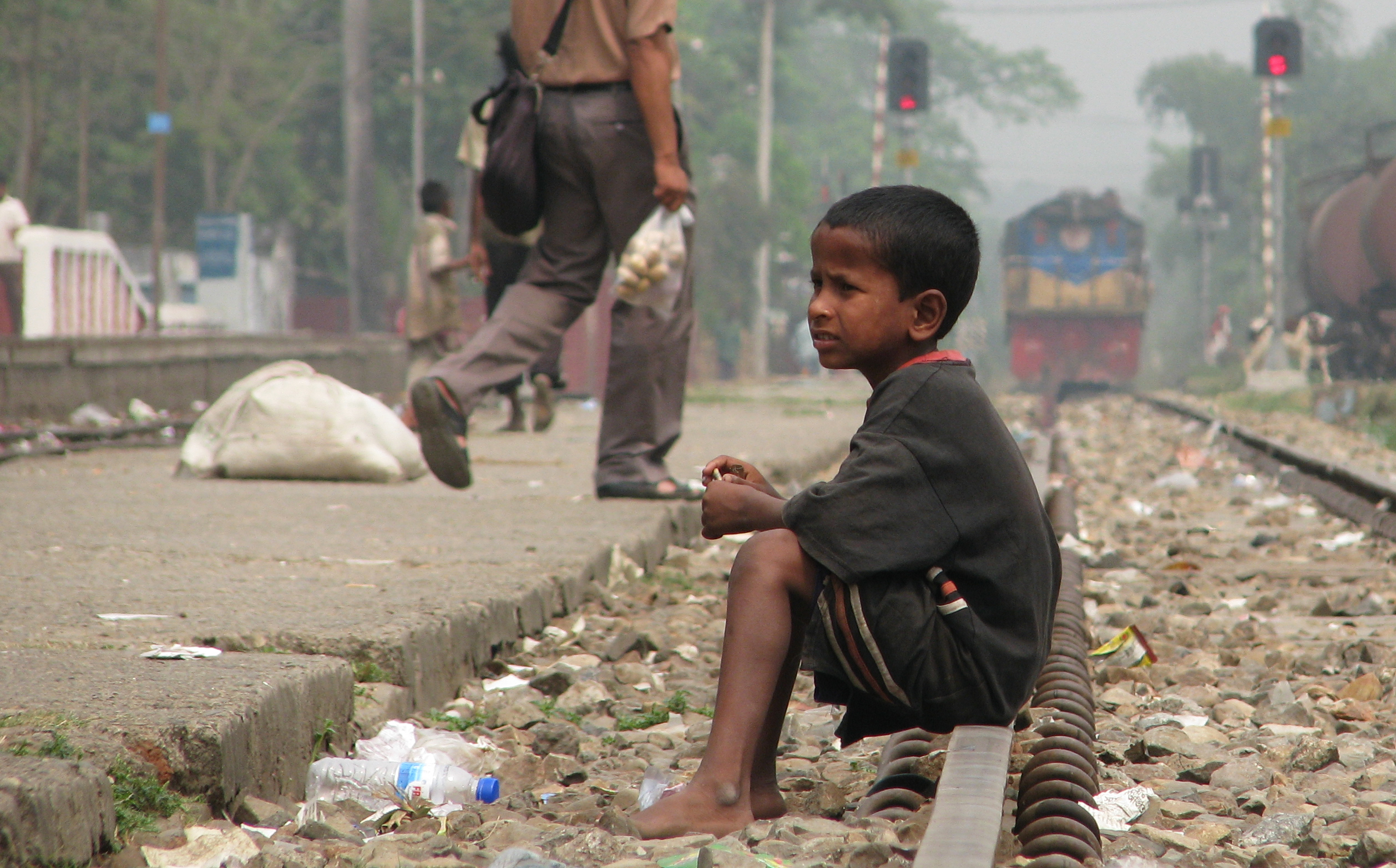
Els nens del carrer també pateixen molt.

- Els pobres, inclosos els aturats, subocupats i els treballadors pobres.
- Els jubilats i altres persones que depenen de la seguretat social.
- Les persones sense llar i altres amb habitatges inadequats.
- Els que estan en allotjaments d'emergència (per exemple, refugis per a dones), ja siguin de l'Estat o de caràcter privat (inclòs l'allotjament de caritat).
- La gent gran, ja sigui amb habitatge en propietat o en lloguer, en allotjament privat o estatal, en llars d'avis comercials o de caritat, en hospitals i hospicis.
- Les persones que pateixen malalties mentals greus o discapacitats intel·lectuals o físics (que viuen a casa de forma independent, amb membres de la família o amb altres persones, o en residències, centres de dia, hospitals públics o privats i altres institucions).
- Els nens i els adolescents, especialment els orfes i els menors infractors en acollida temporal, en institucions de l'Estat o en centres de detenció.
- Els malalts i ferits als hospitals (o als centres de rehabilitació), inclosos els que reben tractament per alcoholisme i altres dependències relacionades amb les drogues.
- Els presos, en presó preventiva o d'altre tipus.
- Els treballadors d'indústries perilloses (per exemple, de la indústria química i la mineria), o que treballen en condicions especialment opressives (per exemple, els tallers de treball esclau), on la vida o la salut depenen de la roba de protecció (incloent-hi els nens treballadors).
- Els indígenes que viuen en condicions de pobresa.
- Els refugiats, els sol·licitants d'asil i els treballadors migrants (especialment els que treballen al mercat negre com 'estrangers il·legals').
- Les víctimes de desastres naturals, disturbis civils, guerres civils i internacionals (inclosos els presoners de guerra), persecucions genocides i altres dislocacions traumàtiques.

## Reconeixement
La falta de discussió sobre el dret a la roba ha portat a la incertesa en l'àmbit del dret respecte de la quantitat de roba que cal. Matthew Craven assenyala que cal un nivell mínim de roba per a estar proveït, aço és «molt important sobretot perquè els nivells mínims representen una qüestió de supervivència». Aquest requisit d'un «mínim» o d'un model «adequat» es reflecteix en els informes del Comitè de l'ONU dels Drets del Nen (CDN, en anglès CRC), en un informe del Consortium For Street Children (en català Consorci pels Nens del Carrer), així com en diverses d'observacions generals del Comitè de l'ONU de Drets Econòmics, Socials i Culturals (CDESC, en anglès CESCR) respecte de la gent gran, dels discapacitats i dels treballadors. No obstant, no hi ha cap indicació respecte de les implicacions d'eixe "mínim" o model "adequat": de fet, poques vegades el Comitè dels Drets del Nen ha qüestionat un estat part del Pacte Internacional dels Drets Econòmics, Socials i Culturals sobre la seva actuació respecte al dret a la roba.
Hi ha hagut alguns comentaris acadèmics en l'àmbit del dret a la roba respecte dels refugiats. James Hathaway ha argumentat que els refugiats han de tenir accés a la roba que siga apropiada per al clima i suficient per a qualsevol treball o altres activitats que desitgi emprendre. Així mateix, no poden ser obligats a utilitzar algun tipus de roba que els portés a l'estigma social o la discriminació com a estrangers. D'altra banda, però, els refugiats que trien usar la roba que sigui representativa de la seva cultura, país d'origen o societat, estan protegits en virtut de l'article 27 del Pacte Internacional de Drets Civils i Polítics per fer-ho. El Comitè de Drets Econòmics, Socials i Culturals ha tendit a fer interpretacions específiques segons el context sobre quin és un model adequat de roba. De moment, el dret, en sentit general, encara no ha pres en consideració fer un comentari general.
El dret a la roba ha estat reconegut a nivell nacional des de fa mil·lennis, almenys parcialment, però ha rebut molt poc reconeixement en l'escena internacional. No és clar el perquè d'aquesta manca de reconeixement, algú ha suggerit que aquesta manca d'elaboració es deu a les variacions en les necessitats culturals i desitjos. No obstant això, aquesta explicació ha estat considerada com a «no creïble» pel Dr. James, ell assenyala que «les variacions culturals, ambientals i econòmiques en “necessitats i desitjos” són segurament tan marcades en l'habitatge o la salut, com poden ser-lo respecte a la roba, però açò no ha impedit l'elaboració detallada d'aquests drets en el dret internacional». Matthew Craven va concloure el 1995 que:
| « | El dret a la roba, encara que específicament inclòs en el Pacte, ha rebut poca atenció, ja sigui pel Comitè [de Drets Econòmics, Socials i Culturals] o pels comentaristes independents. Pel que fa al Comitè, no es troba cap referència a la roba en els informes directrius, i només de tant en tant s'ha fet aquesta pregunta als Estats per membres individuals. La impressió que dona és que la roba no és un assumpte en el qual l'Estat pugui exercir un gran control, ni que el Comitè el consideri de gran importància. | » |
| — Matthew Craven, The international covenant on economic, social, and cultural rights : a perspective on its development | |   |

No obstant això, el Dr. James ha assenyalat: «...ningú de nosaltres ens podem conformar que no anem a trobar-nos a nosaltres mateixos […] amb la necessitat de roba adequada. El dret és de gran importància pràctica. És un dret de subsistència essencial, no un adorn o un absurd jurídic». També va fer una crida per a una major discussió i comentaris d'especialistes, amb l'argument:
| «                                                                                   | Hem de recordar-nos del dret a la roba adequada quan examinem el dret a un nivell de vida adequat en el dret internacional. La salut, la dignitat i la vida mateixa de determinades persones vulnerables […] poden estar en risc si no estan vestits adequadament. […] Serà útil per a explorar les possibilitats que tenim fer un raonament per analogia amb la jurisprudència del CDESC sobre els altres drets de l'article 11 del PIDESC. Després de tot, el CDESC ha començat a desenvolupar criteris, en alguns casos molt detallats, pel que fa als estàndards requerits en relació amb l'habitatge «adequat», la salut, els aliments, l'aigua i així successivament. No hi ha cap raó perquè un enfocament similar no pùga dur-se a terme en relació amb el dret a la roba adequada. | » |
| — Dr. Stephen James , A Forgotten Right? The Right to Clothing in International Law | |   |

## Interacció entre el dret a la roba i els altres drets humans
Com el dret a roba es refereix a un aspecte tan fonamental de la humanitat, aquest interactua de manera natural amb els altres drets humans que estan continguts en diversos instruments dels drets humans.

### Dret a la vida
Tota persona té el dret essencial a la vida, com es confirma en l'article 3 de la Declaració Universal dels Drets Humans. No obstant això, si les persones no estan vestides adequadament, estan molt més exposades als elements. Sense roba d'abrigar, una persona bé pot morir d'hipotèrmia durant un hivern fred. La roba inapropiada per al calor, per contra, pot contribuir a un cop de calor, una deshidratació i un esgotament durant l'estiu o en climes tropicals. A més, la roba inadequada pot augmentar l'exposició als raigs ultraviolats, agreujar les al·lèrgies i les malalties de la pell i empitjorar les condicions mèdiques preexistents.
A més, l'accés a l'atenció mèdica (confirmat de manera similar en virtut de l'article 25 de la DUDH, així com l'article 12 del PIDESC) es pot veure obstaculitzat per la manca d'accés a la roba, sobretot si l'accés a la roba terapèutica o al calçat ortopèdic no està disponible o és prohibitivament car.

### Dret a la llibertat d'expressió
L'ús de roba (o més exactament, l'elecció de quina roba usar) és, per a moltes persones, una part molt important del dret a la llibertat d'expressió com es confirma en virtut de l'article 19 de la DUDH. Les persones amb discapacitats greus poden estar vestides de manera poc adequada, negant-los que s'expressen com desitgin. D'altra banda, estar obligat a portar roba bruta, esquinçada, mal ajustada i fins i tot extremadament antiquada pot convidar a la burla i el menyspreu i infligir vergonya. Això pot ser particularment cert amb els nens a l'escola: els pares poden ser reticents a enviar a un nen a l'escola com a resultat de la burla i vergonya causades per dur roba usada. És convenient distingir, però, entre els que es veuen obligats a dur roba esquinçada, mal entallada o molt antiquada i els que conscientment opten per dur aquesta roba per «anar a la moda».

### Dret a la no discriminació
La roba que la gent decideix usar pot mostrar-nos un gran nombre de coses respecte d'una persona: l'afiliació religiosa, l'origen ètnic, la identitat nacional o política, la cultura o la raça. Probablement la roba que una persona empobrida usa pot indicar-nos la seva pobresa. Aquest signe de pobresa o d'una situació econòmica humil pot provocar discriminació i denigració. A més, la roba que indica una cultura distinta o denota una afiliació religiosa pot provocar discriminació i donar lloc a la negació d'oportunitats socials, econòmiques o polítiques.

### Dret a no patir tractes o penes cruels, inhumans o degradants
Hi ha un gran potencial d'«abusos de confiança, d'humiliacions i de diversos abusos físics en entorns mèdics i institucionals, sobretot en relació amb les dones i els nens, els discapacitats i els ancians». Si a una persona se li denega l'accés a la roba adequada (especialment a roba essencial, com la roba interior) és possible que es vulnere el dret a no patir tractes o penes cruels, inhumans o degradants en l'àmbit de l'article 5 de la DUDH. Aquesta denegació pot incloure traure la roba per la força, i és particularment important en el context de les detencions i les presons: «Un, literalment, pot ser deixat nu al mig del poder, una condició tràgica […] vista massa sovint a les presons, en la guerra i en els camps de concentració». S'han trobat exemples de tals abusos a la presó d'Abu Ghraib en l'Iraq i a la Badia de Guantánamo que han causat greus malalties mentals, com el trastorn d'estrès posttraumàtic, com a conseqüència d'obligar els presoners a despullar-se i desfilar davant de dones guàrdies, així com obligar els homes detinguts a portar roba interior femenina.